# Canis
Canis je rod psovitých šelem. Do rodu patří i dingo pralesní, zvaný též novoguinejský zpívající pes, jenže jeho klasifikace je stále nejasná. V latině slovo 'canis' znamená 'pes', v českém zoologickém názvosloví má více ekvivalentů (viz níže).
První z fosilií rozeznatelní zástupci rodu Canis se objevují přibližně v době před 6 až 5 miliony let, tedy na přelomu miocénu a pliocénu.

## Seznam druhů a podruhů
- šakal pruhovaný (Canis adustus)
- vlk africký (Canis lupaster)[2]
- šakal obecný (Canis aureus)
- kojot prérijní (Canis latrans)
- vlk obecný (Canis lupus),jeho poddruhy:
  - vlk arabský (Canis lupus arabs)
  - vlk černý (Canis lupus pambasileus)
  - vlk eurasijský (Canis lupus lupus)
  - vlk indický (Canis lupus pallipes)
  - vlk kanadský (Canis lupus occidentalis)
  - vlk mongolský (Canis lupus chanco)
  - vlk polární (Canis lupus tundrarum)
  - † vlk arizonský (Canis lupus mogollonensis)
  - † vlk horský (Canis lupus fuscus)
  - † vlk japonský (Canis lupus hodophilax)
  - † vlk kenajský (Canis lupus alces)
  - † vlk koloradský (Canis lupus youngi)
  - † vlk novofoundlandský (Canis lupus beothucus)
  - † vlk ostrovní (Canis lupus hattai)
  - † vlk prériový (Canis lupus nubilus)
  - † vlk španělský (Canis lupus deitanus)
  - † vlk texaský (Canis lupus monstrabilis)
  - pes domácí (Canis lupus f. familiaris)
- vlk rudohnědý = vlk červený = vlk červenohnědý (Canis rufus)
- vlk himálajský (Canis himalayensis) - někteří vědci ho považují jen za poddruh vlka obecného.
- šakal čabrakový (Canis mesomelas)
- vlček etiopský (Canis simensis) – občas řazen do zvláštního rodu Simenia
- pravlk obrovský (Canis dirus) - vyhynulý

- dingo (Canis dingo), do roku 2014 uváděn jako poddruh vlka obecného Canis lupus dingo